# Rotrou II du Perche
Pour les articles homonymes, voir Rotrou (homonymie).
Rotrou II du Perche, né autour de 1020, mort le 1er mars 1080, fut seigneur de Mortagne-au-Perche et de Nogent, et vicomte de Châteaudun (sous le nom de Rotrou Ier) de 1044 à 1080. Issu de la Maison de Châteaudun et du Perche, il était le second fils de Geoffroy Ier, vicomte de Châteaudun, seigneur de Mortagne et de Nogent, et d'Helvide de Pithiviers.

## Biographie
Il est cité avec son frère aîné Hugues en 1031 dans une charte que signa son père, lors de la fondation de l'abbaye Saint-Denis de Nogent-le-Rotrou. Il est également témoin, toujours avec son frère, d'une autre charte de son père, qui fit une donation à ce même monastère en 1040. Leur père fut tué peu après dans une émeute à Chartres, et son frère aîné ne lui survécut que quelques années.
Il commença par venger la mort de son père en s'attaquant aux biens de Thierry, évêque de Chartres, et fut brièvement excommunié.
À cette époque, le comte de Blois constitua pour un de ses fidèles, Guillaume Gouët, un fief autour de Brou et de la Bazoche-Gouet, qui prit le nom de comté du Perche-Gouët. Pour Rotrou, ce fief présentait l'inconvénient de se trouver enclavé entre ses possessions. Il s'ensuivit des guerres régulières entre Rotrou et Guillaume. Rotrou lutta également contre un autre de ses voisins, Roger II de Montgommery, seigneur d'Alençon, et contre le suzerain de ce dernier, Guillaume le Conquérant. Quelques années plus tard, il fit la paix avec ce dernier, et combattit sous sa bannière lors de la révolte de Robert Courteheuse. 
En 1058, la seigneurie de Mortagne fut érigée en comté.

## Mariage et enfants
Il avait épousé Adèle (Adelise), fille de Guérin de Bellême, seigneur de Domfront, qui donna naissance à :
- Geoffroy II (v. 1045, † octobre 1100), comte de Mortagne, puis comte du Perche, tige des comtes du Perche ;
- Hugues III (v. 1050, † 1110), vicomte de Châteaudun, tige des vicomtes de Châteaudun ;
- Rotrou, seigneur de Montfort-le-Rotrou, tige des seigneurs de Montfort-le-Rotrou.

## Sources
- Foundation for Medieval Genealogy : comtes du Perche